# الخشخوش (الملاح)

تعديل مصدري - تعديل

الخشخوش هي إحدى قرى عزلة الملاح بمديرية الملاح التابعة لمحافظة لحج، بلغ تعداد سكانها 105 نسمة حسب تعداد اليمن لعام 2004.